# Lac du Sourd
Le lac du Sourd est un plan d'eau douce de la municipalité de Notre-Dame-du-Laus, dans de la municipalité régionale de comté (MRC) Antoine-Labelle, dans la région administrative de Laurentides, au Québec, au Canada.
Ce lac est situé en région forestière dans la réserve faunique de Papineau-Labelle.

## Géographie
Le lac du Sourd est situé à 8,8 km à l'ouest du lac Gagnon (Papineau), à 15,2 km au sud-ouest au lac Montjoie (Laurentides), à 33,6 km à l'est du Lac du Poisson-Blanc (Notre-Dame-du-Laus) et à 23 km au nord-ouest du lac Simon (Papineau).
Le lac du Sourd est alimenté par :
- côté ouest : le ruisseau Kavanack, lequel draine notamment le ruisseau Coyle et un ensemble de lacs ;
- côté nord : la rivière Sourd, laquelle draine les eaux de plusieurs ruisseaux notamment : ruisseau Binet (venant du lac Binet), ruisseau du Milieu, ruisseau Misérable, ruisseau Girard ;
- côté nord : la décharge du lac Castilly ;
- côté nord : la décharge du lac Attin ;
- côté nord-est : la décharge du lac Clinfoc ;
- côt est : la décharge du lac de l'Aventure ;
- côté sud-est : la décharge des lacs des Sirex et Ménade ;
- côté sud : la décharge du lac Devlin ;
- côté sud : ruisseau Gulch.

Le lac du Sourd se déverse au fond d'une baie au sud du lac, dans la rivière du Sourd. Cette rivière se dirige vers le sud en recueillant les eaux du ruisseau Ross, Black, Fourchu et Saint-Denis.

## Toponymie
Jadis, ce lac était désigné "Lac des Ours".
Le toponyme "Lac du sourd" a été officialisé le 5 décembre 1968 à la Banque des noms de lieux de la Commission de toponymie du Québec.